# 430 kilomètres du Nürburgring 1991
Navigation
Édition précédente Édition suivante
Les 430 kilomètres du Nürburgring 1991, disputées le 18 août 1991 sur le Nürburgring, sont la trente-sixième édition de cette épreuve, la première sur un format de 430 kilomètres et la cinquième manche du Championnat du monde des voitures de sport 1991.

## La course

### Classement de la course
Voici le classement officiel au terme de la course,.
- Les premiers de chaque catégorie du championnat du monde sont signalés par un fond jaune.
- Pour la colonne Pneus, il faut passer le curseur au-dessus du modèle pour connaître le manufacturier de pneumatiques.
- Les voitures ne réussissant pas à parcourir 90% de la distance du gagnant sont non classées (NC).

| Pos  | Classe | no | Écurie                                 | Pilotes                              | Châssis                              | Pneus | Tours | Temps             |
| Pos  | Classe | no | Écurie                                 | Pilotes                              | Moteur                               | Pneus | Tours | Temps             |
| ---- | ------ | -- | -------------------------------------- | ------------------------------------ | ------------------------------------ | ----- | ----- | ----------------- |
| 1    | C1     | 3  | Silk Cut Jaguar                        | Derek Warwick David Brabham          | Jaguar XJR-14                        | G     | 95    | 2 h 23 m 41 s 028 |
| 1    | C1     | 3  | Silk Cut Jaguar                        | Derek Warwick David Brabham          | Cosworth HB 3.5L V8 Atmo             | G     | 95    | 2 h 23 m 41 s 028 |
| 2    | C1     | 4  | Silk Cut Jaguar                        | Teo Fabi David Brabham               | Jaguar XJR-14                        | G     | 95    | + 4 s 909         |
| 2    | C1     | 4  | Silk Cut Jaguar                        | Teo Fabi David Brabham               | Cosworth HB 3.5L V8 Atmo             | G     | 95    | + 4 s 909         |
| 3    | C2     | 11 | Porsche Kremer Racing                  | Manuel Reuter Harri Toivonen         | Porsche 962CK6                       | Y     | 89    | + 6 Tours         |
| 3    | C2     | 11 | Porsche Kremer Racing                  | Manuel Reuter Harri Toivonen         | Porsche Type-935 3.2L Flat-6 Turbo   | Y     | 89    | + 6 Tours         |
| 4    | C2     | 59 | Team Salamin Primagaz Obermaier Racing | Jürgen Oppermann (de) Otto Altenbach | Porsche 962C                         | G     | 89    | + 6 Tours         |
| 4    | C2     | 59 | Team Salamin Primagaz Obermaier Racing | Jürgen Oppermann (de) Otto Altenbach | Porsche Type-935 3.2L Flat-6 Turbo   | G     | 89    | + 6 Tours         |
| 5    | C2     | 18 | Mazdaspeed                             | David Kennedy Maurizio Sandro Sala   | Mazda 787                            | D     | 89    | + 6 Tours         |
| 5    | C2     | 18 | Mazdaspeed                             | David Kennedy Maurizio Sandro Sala   | Mazda R26B 2.6L 4-Rotor              | D     | 89    | + 6 Tours         |
| 6    | C2     | 12 | Courage Compétition                    | Lionel Robert François Migault       | Cougar C26S                          | G     | 89    | + 6 Tours         |
| 6    | C2     | 12 | Courage Compétition                    | Lionel Robert François Migault       | Porsche Type-935 3.2L Flat-6 Turbo   | G     | 89    | + 6 Tours         |
| 7    | C2     | 17 | Repsol Brun Motorsport                 | Walter Brun Jesús Pareja             | Porsche 962C                         | Y     | 88    | + 7 Tours         |
| 7    | C2     | 17 | Repsol Brun Motorsport                 | Walter Brun Jesús Pareja             | Porsche Type-935 3.2L Flat-6 Turbo   | Y     | 88    | + 7 Tours         |
| 8    | C2     | 55 | Porsche Kremer Racing                  | Otto Rensing Mercedes Stermitz (de)  | Porsche 962CK6                       | Y     | 87    | + 8 Tours         |
| 8    | C2     | 55 | Porsche Kremer Racing                  | Otto Rensing Mercedes Stermitz (de)  | Porsche Type-935 3.2L Flat-6 Turbo   | Y     | 87    | + 8 Tours         |
| 9    | C2     | 57 | Konrad Motorsport                      | Franz Konrad Harald Becker (de)      | Porsche 962C                         | G     | 87    | + 8 Tours         |
| 9    | C2     | 57 | Konrad Motorsport                      | Franz Konrad Harald Becker (de)      | Porsche Type-935 3.2L Flat-6 Turbo   | G     | 87    | + 8 Tours         |
| Nc.  | C2     | 14 | Team Salamin Primagaz                  | Antoine Salamin Pierre Yver          | Porsche 962C                         | G     | 84    | + 11 Tours        |
| Nc.  | C2     | 14 | Team Salamin Primagaz                  | Antoine Salamin Pierre Yver          | Porsche Type-935 3.2L Flat-6 Turbo   | G     | 84    | + 11 Tours        |
| Abd. | C1     | 5  | Peugeot Talbot Sport                   | Mauro Baldi Philippe Alliot          | Peugeot 905 Evo 1 Bis                | M     | 56    | Moteur            |
| Abd. | C1     | 5  | Peugeot Talbot Sport                   | Mauro Baldi Philippe Alliot          | Peugeot SA35 3.5L V10 Atmo           | M     | 56    | Moteur            |
| Abd. | C1     | 8  | Euro Racing                            | Cor Euser Charles Zwolsman           | Spice SE90C                          | G     | 47    | Moteur            |
| Abd. | C1     | 8  | Euro Racing                            | Cor Euser Charles Zwolsman           | Ford Cosworth DFR 3.5L V8 Atmo       | G     | 47    | Moteur            |
| Abd. | C1     | 7  | Louis Descartes Berkeley Team London   | Ranieri Randaccio Mirko Savoldi      | Spice SE89C                          | G     | 43    | Freins            |
| Abd. | C1     | 7  | Louis Descartes Berkeley Team London   | Ranieri Randaccio Mirko Savoldi      | Ford Cosworth DFZ 3.5L V8 Atmo       | G     | 43    | Freins            |
| Abd. | C1     | 1  | Team Sauber Mercedes                   | Jochen Mass Jean-Louis Schlesser     | Mercedes-Benz C291                   | G     | 28    | Boite de vitesses |
| Abd. | C1     | 1  | Team Sauber Mercedes                   | Jochen Mass Jean-Louis Schlesser     | Mercedes-Benz M291 3.5L Flat-12 Atmo | G     | 28    | Boite de vitesses |
| Abd. | C1     | 2  | Team Sauber Mercedes                   | Karl Wendlinger Michael Schumacher   | Mercedes-Benz C291                   | G     | 10    | Moteur            |
| Abd. | C1     | 2  | Team Sauber Mercedes                   | Karl Wendlinger Michael Schumacher   | Mercedes-Benz M291 3.5L Flat-12 Atmo | G     | 10    | Moteur            |
| Abd. | C2     | 15 | Veneto Equipe SRL                      | Almo Coppelli                        | Lancia LC2                           | D     | 10    | Suspension        |
| Abd. | C2     | 15 | Veneto Equipe SRL                      | Almo Coppelli                        | Ferrari 308C 3.0L V8 Turbo           | D     | 10    | Suspension        |
| Abd. | C1     | 6  | Peugeot Talbot Sport                   | Keke Rosberg Yannick Dalmas          | Peugeot 905 Evo 1 Bis                | M     | 8     | Accident          |
| Abd. | C1     | 6  | Peugeot Talbot Sport                   | Keke Rosberg Yannick Dalmas          | Peugeot SA35 3.5L V10 Atmo           | M     | 8     | Accident          |
| Abd. | C2     | 13 | Courage Compétition                    | Marco Brand (en) Andrea Filippini    | Cougar C26S                          | G     | 6     | Moteur            |
| Abd. | C2     | 13 | Courage Compétition                    | Marco Brand (en) Andrea Filippini    | Porsche Type-935 3.2L Flat-6 Turbo   | G     | 6     | Moteur            |
| Np.  | C1     | 16 | Repsol Brun Motorsport                 | Oscar Larrauri Gregor Foitek         | Brun C91                             | Y     | -     | Boite de vitesses |
| Np.  | C1     | 16 | Repsol Brun Motorsport                 | Oscar Larrauri Gregor Foitek         | Judd EV 3.5L V8 Atmo                 | Y     | -     | Boite de vitesses |
| Nq.  | C1     | 21 | Konrad Motorsport                      | Franz Konrad Stefan Johansson        | Konrad KM-011                        | Y     | -     |                   |
| Nq.  | C1     | 21 | Konrad Motorsport                      | Franz Konrad Stefan Johansson        | Lamborghini 3512 3.5L V12 Atmo       | Y     | -     |                   |

## Pole position et record du tour
- Pole position :  Teo Fabi (#4 Silk Cut Jaguar) en 1 min 19 s 519
- Meilleur tour en course :  Teo Fabi (#4 Silk Cut Jaguar) en 1 min 21 s 553

## Tours en tête
- no 4 Jaguar XJR-14 - Silk Cut Jaguar : 10 tours (1-9 / 63)
- no 3 Jaguar XJR-14 - Silk Cut Jaguar : 61 tours (10-28 / 53-62 / 64-95)
- no 5 Peugeot 905 Evo 1 Bis - Peugeot Talbot Sport : 24 tours (29-52)

## À noter
- Longueur du circuit : 4,542 km
- Distance parcourue par les vainqueurs : 431,390 km